# Edelbach (Kahl)
Der Edelbach ist ein etwas über 21⁄2 Kilometer langer Mittelgebirgsbach im bayerischen Spessart und ein linker Zufluss der Kahl im unterfränkischen Landkreis Aschaffenburg.

## Name
Der Edelbach gab dem Ort Edelbach, den er durchfließt, seinen Namen. Bis ins 20. Jahrhundert trugen Bach und Ort den Namen Ölbach.

## Geographie

### Verlauf

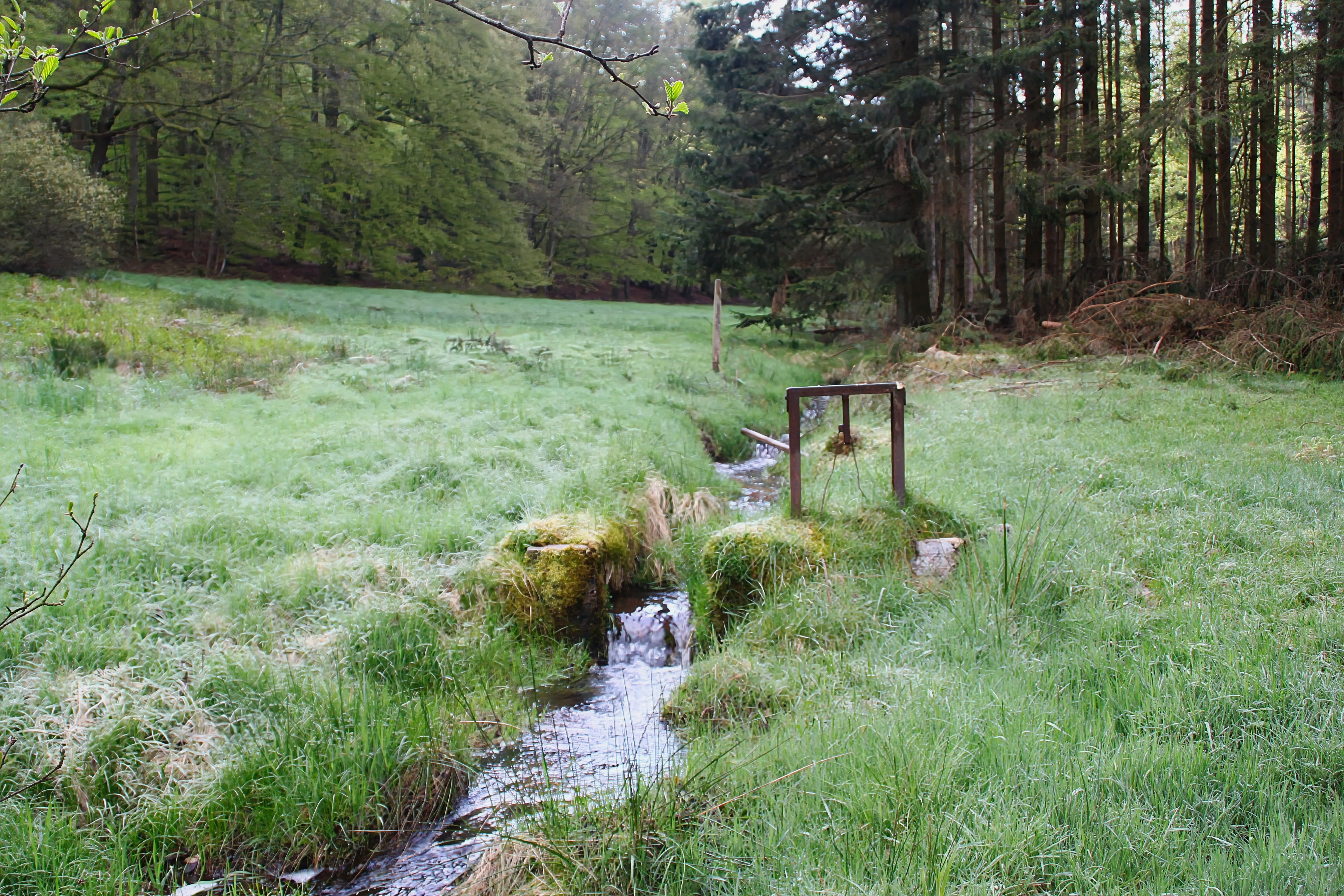
Der Edelbach unterhalb seiner Quelle

Der Edelbach entspringt im Wald am Fuße des Bergrückens der Eselshöhe unterhalb des Edelberges (477 m), zwischen dessen beiden nördlichen Ausläufern, dem Sommerberg (466 m) und dem Ölberg (461 m). Die Quellen des Edelbaches liegen in dem 130 m tief eingekerbten Ringgrund an der linken Hangseite. Die Hauptquelle befindet sich an der Gemarkungsgrenze zum gemeindefreien Gebiet Schöllkrippener Forst, unterhalb des Kleinkahler Naturparkwanderweg (K2). Das oberirdische Einzugsgebiet des Edelbaches beträgt etwa vier Quadratkilometer und reicht bis hoch zur Spessart-Höhenstraße. Der Ringgrund ist von dort bis zur Quelle trocken.
Der Edelbach verläuft parallel zur Kreisstraße AB 20 nach Nordwesten. Nach etwa 250 m, auf denen er knapp 20 Höhenmeter abfließt, verlässt er den Wald. Dort wird er von einer größeren Quelle an einem Waldhaus und dem Bach aus der Kafloosquelle verstärkt. In dem zu Kleinkahl gehörenden Ortsteil Edelbach, wird er vom Degen-Weg überquert, nimmt das Wasser weiterer Quellen auf und trieb dort früher zwei Mühlen an. Nördlich des Sägewerkes, gegenüber der Wassertretanlage, unterquert er den Kahltal-Spessart-Radweg und mündet in die Kahl.

### Flusssystem Kahl
- Fließgewässer im Flusssystem Kahl

## Geschichte

### Glashütte
An der Quelle des Edelbaches befand sich im späten Mittelalter oder in der frühen Neuzeit eine heute abgegangene Glashütte, deren ehemaliger Standort als Bodendenkmal (D-6-5821-0036) geschützt ist. Unmittelbar östlich davon lag gleich der Steinbruch, aus dem die Rohstoffe gewonnen wurden.

### Mühlen
- Schnettersmühle (Obermühle)
- Göbelsmühle (Untermühle)

Siehe hierzu auch die Liste von Mühlen im Kahlgrund.